# Melanoxanthus
Melanoxanthus Eschscholtz, 1829 là một chi bọ cánh cứng.

## Các loài
M. anticus Candeze, 1859: Loài này dường như phân bố rộng rãi ở Maharashtra. Hai thực nghiệm được thu thập bởo Amol Patwardhan các nơi xa nhau xấp xỉ 600 km.